# Bank Norwegian
Bank Norwegian AS és una entitat financera que ofereix serveis de banca, assegurances i inversions. La companyia va ser fundada el novembre de 2007 i té la seu a Fornebu, Noruega i està co-localitzada amb el noruec a l'edifici d'oficines Diamanten ('The Diamond'). El Norwegian Air Shuttle és propietari del 20% del banc.